# Materia seca

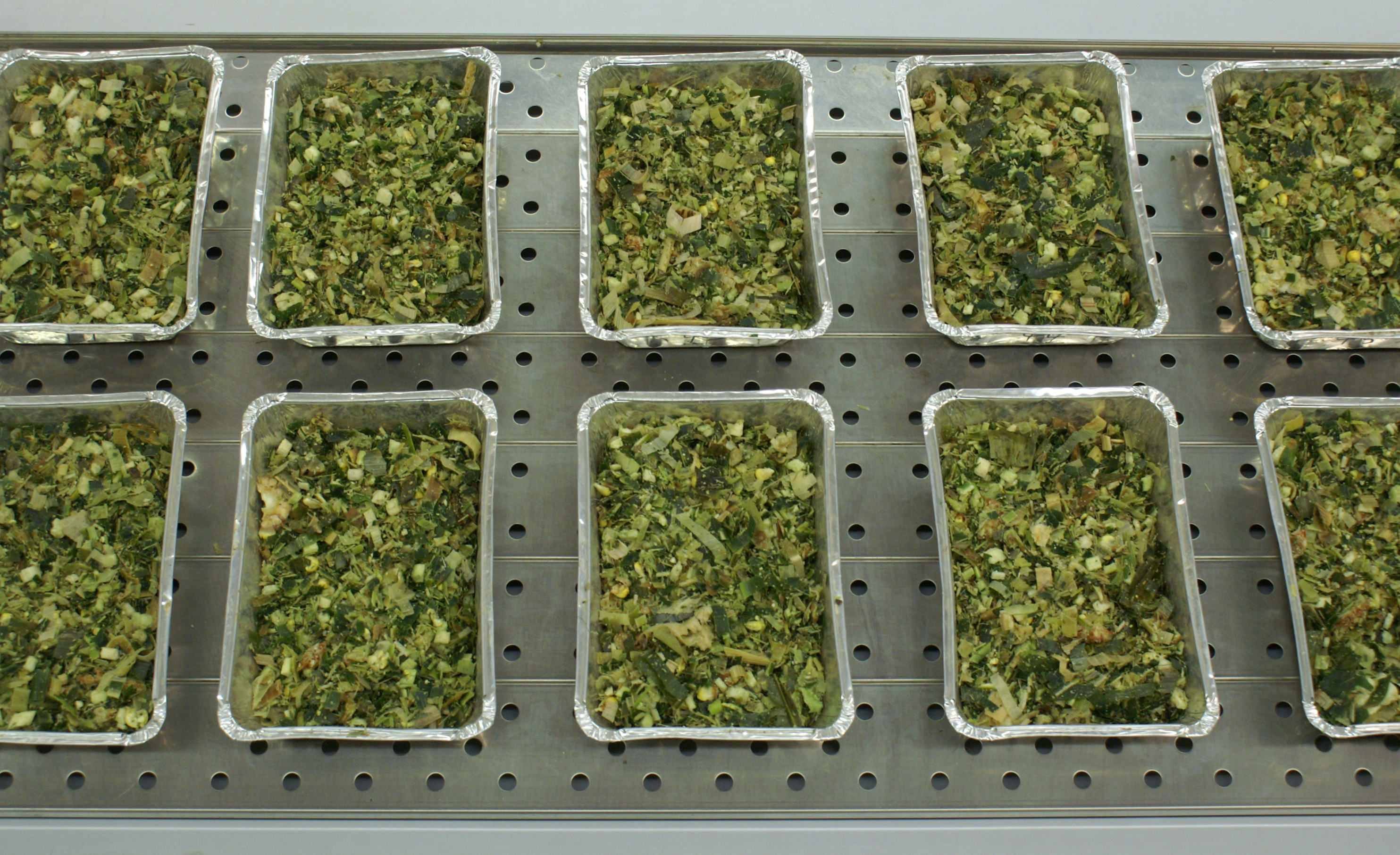
Muestra preparada para la determinación de la materia seca de la paja de maíz para producir energía.

La materia seca o extracto seco es la parte que resta de un material tras extraer toda el agua posible a través de un calentamiento hecho en condiciones de laboratorio. Es una noción usada principalmente en biología y agricultura.
El procedimiento consiste en pesar la materia fresca (en su estado natural), y someterla a un secado por calentamiento en un horno de laboratorio, llegando a una temperatura de entre 103 y 105 °C (en el caso de los alimentos) mientras que el tiempo que dura el calentamiento dependerá de cada substancia. Una vez pasado el tiempo de calentamiento se pesa el residuo, que será la materia seca.
Al mismo tiempo que se extrae toda el agua posible, desaparecen de la muestra los Compuestos orgánicos volátiles como el amoniaco y el alcohol. 

## Proceso
El procedimiento es el siguiente: una cantidad conocida de producto se deseca a una determinada temperatura hasta obtener un peso constante. El peso obtenido después de la desecación, y calculado su porcentaje, representa el extracto seco. 
- {\displaystyle {\mbox{Materia Seca}}\;(\%)={\frac {P^{\prime }}{P}}\,{100}}

P´ = Peso de la muestra después de la desecación.
P = Peso de la muestra antes de la desecación.
Conocer el extracto seco en determinados productos, como por ejemplo la leche, es muy importante ya que sirve para detectar fraudes, dado que este es un valor bastante constante. Es aplicable también a la cerveza, harinas, leche en polvo, mantequilla, carnes, queso, etc.

## Uso de la materia seca
- Energías renovables: Se utiliza el concepto de materia seca absoluta (que difiere del concepto general de materia seca en que todavía hay un residuo de agua no extraída en un laboratorio convencional). Se aplica esta materia seca para conocer el rendimiento en el uso de energía de origen vegetal (leña, biocombustibles, biomasa, etcétera).
- Industria alimentaria: Se utiliza la materia seca determinada por un método de análisis gravimétrico. En el caso del queso el porcentaje de materia seca para el consumidor se da de forma diferente dependiendo del grupo al que pertenezca el queso: el contenido en grasa se presenta como un porcentaje de grasa sobre la materia seca, pero en quesos blandos es el contenido absoluto referido a la materia fresca.